# Australohyaena
Australohyaena — вимерлий рід хижих ссавців, що належить до ряду Sparassodonta. Він жив під час пізнього олігоцену, а його скам'янілі останки були виявлені в Аргентині.

## Опис
Цей рід в основному відомий з черепних матеріалів і був споріднений роду Borhyaena. Його череп мав коротку морду, міцні та великі ікла, особливо глибоку нижню щелепу та корінні зуби зі зменшеними талонідами та протоконусами. Він також мав роздуте склепіння черепа та добре розвинену скроневу ямку. Австралогієна була одним з найбільших хижаків у свому середовищі, важачи до 70 кілограмів.

## Класифікація
Цей рід донедавна був відомий лише з окремих зубів, описаних у 1894 році Флорентіно Амегіно як Borhyaena antiqua. Пізніше ці зуби були віднесені до роду Pharsophorus. У 2014 році виявлення повного черепа дозволило визначити його як новий рід, Australohyaena.
Australohyaena є членом ряду Sparassodonta, групи південноамериканських ссавців, схожих на сумчастих, чий зовнішній вигляд віддалено нагадує плацентарних м'ясоїдних з решти світу.

## Палебіологія
Деякі характеристики австралогієни, такі як її коротка морда, великі ікла, глибокі нижні щелепи та зменшені протоконус і талонід, вказують на те, що вона була гіперхижаком; чітко виражена скронева ямка та добре розвинене склепіння черепа вказують на те, що він міг ламати кістки завдяки своїм сильним зубам, можливо, у поведінці, подібній до сучасних гієн.